# Noiembrie 1983
Acest articol este generat integral pe baza informațiilor din articolul 1983 și este actualizat periodic de un robot.
 Editările făcute în articol vor fi șterse la următoarea actualizare! Dacă doriți să faceți modificări, editați articolul-sursă.

ianuarie -
februarie -
martie -
aprilie -
mai -
iunie -
iulie -
august -
septembrie -
octombrie -
noiembrie -
decembrie
Noiembrie 1983 a fost a unsprezecea lună a anului și a început într-o zi de marți.

## Nașteri
- 2 noiembrie: Silviu Izvoranu, fotbalist român
- 2 noiembrie: Răzvan Șelariu, sportiv român (gimnastică artistică)
- 4 noiembrie: Viktoriia Tymoshenkova, handbalistă ucraineană
- 6 noiembrie: Ameera al-Taweel, filantropă și prințesă din Arabia Saudită
- 8 noiembrie: Pavel Pogrebniak, fotbalist rus (atacant)
- 9 noiembrie: Andrey Nazário Afonso, fotbalist brazilian (portar)
- 9 noiembrie: Gabriel Tamaș (Gabriel Sebastian Tamaș), fotbalist român
- 11 noiembrie: Ebert William Amâncio, fotbalist brazilian
- 11 noiembrie: Philipp Lahm, fotbalist german
- 13 noiembrie: Kalle Kriit, ciclist estonian
- 15 noiembrie: John Heitinga (John Gijsbert Alan Heitinga), fotbalist din Țările de Jos
- 15 noiembrie: Ada Moldovan, handbalistă română
- 15 noiembrie: Rui Miguel (Rui Miguel Melo Rodrigues), fotbalist portughez
- 15 noiembrie: Fernando Verdasco, jucător spaniol de tenis
- 19 noiembrie: Adam Driver (Adam Douglas Driver), actor american
- 20 noiembrie: Future (Nayvadius DeMun Wilburn), rapper american
- 24 noiembrie: Raul Ciupe (Raul Axente Ciupe), fotbalist român
- 25 noiembrie: Cássio Barbosa (Cássio Vargas Barbosa), fotbalist brazilian (atacant)
- 25 noiembrie: Andrius Pojavis, cântăreț lituanian
- 27 noiembrie: Professor Green (Stephen Paul Manderson), rapper, actor și compozitor britanic
- 27 noiembrie: Miloš Pavlović, fotbalist sârb
- 28 noiembrie: Beka Shekriladze, fotbalist georgian (portar)
- 28 noiembrie: Nelson Haedo Valdez (Nelson Antonio Haedo Valdez), fotbalist paraguayan (atacant)
- 30 noiembrie: Adrian Cristea, fotbalist român

## Decese
- 7 noiembrie: Ion Jalea, 96 ani, sculptor român, membru titular al Academiei Române (n. 1887)
- 9 noiembrie: André Chamson (André Jules Louis Chamson), 83 ani, scriitor francez (n. 1900)
- 11 noiembrie: Valter Roman (n. Ernő Neuländer), 70 ani, comunist român (n. 1913)
- 15 noiembrie: Marc Bernard (Léonard Marc Bernard), 83 ani, scriitor francez (n. 1900)
- 16 noiembrie: Q3726574, poet italian (n. 1898)
- 18 noiembrie: Dumitru Bâșcu (aka Dimitrie Bîșcu), 81 ani, pictor român (n. 1902)
- 20 noiembrie: Kristmann Guðmundsson, 82 ani, scriitor islandez (n. 1901)
- 23 noiembrie: Mikola Bajan, 79 ani, scriitor ucrainean (n. 1904)
- 25 noiembrie: Vladimir Gelfand, 60 ani, scriitor rus (n. 1923)
- 26 noiembrie: Toma Petre Ghițulescu, 81 ani, inginer român (n. 1902)
- 27 noiembrie: Manuel Scorza, 55 ani, scriitor peruan (n. 1928)
- 30 noiembrie: Richard Llewellyn (Richard Dafydd Vivian Llewellyn Lloyd), 76 ani, romancier britanic (n. 1906)